# Parafomoria pseudocistivora
Parafomoria pseudocistivora là một loài bướm đêm thuộc họ Nepticulidae. It is probably được tìm thấy ở the whole Mediterranean Region.
Chiều dài cánh trước là 2.1-2.6 mm đối với con đực và 2.1-2.6 mm đối với con cái. Con trưởng thành bay từ tháng 9 đến tháng 10. Có thể có một lứa một năm.
Ấu trùng ăn Cistus albidus, Cistus crispus, Cistus incanus creticus và Cistus salviifolius. Chúng ăn lá nơi chúng làm tổ.